# Peltodytes sinensis
Peltodytes sinensis is een keversoort uit de familie watertreders (Haliplidae). De wetenschappelijke naam van de soort is voor het eerst geldig gepubliceerd in 1845 door Hope.